# Francesco Polidori
Francesco Polidori (Città di Castello, 22 luglio 1948) è un imprenditore e diplomatico italiano, noto principalmente per essere il fondatore e patron di Cepu.

## Biografia
Originario della frazione di Fraccano a Città di Castello, ha studiato con Antonio Di Pietro al Convitto Montani di Fermo. Nel 1969 fonda a Umbertide la scuola per corrispondenza "Centro studi tecnici Guglielmo Marconi", registrata come "Marcon", e poco dopo si laurea in pedagogia presso l'università di Siena con tesi sulla "Lettura veloce e memorizzazione rapida". L'attività della Marcon si concentra sulla preparazione per corrispondenza di chi deve conseguire la licenza media inferiore, che negli anni '70 stava diventando obbligatoria per gli impiegati statali. Nel 1995 rileva la storica "Scuola Radio Elettra" di Torino, dichiarata fallita, e fonda Cepu.
All'apice della floridità aziendale, nel 1998 la Marcon incorpora la Radio Elettra, che diventa "Scuola Radio Elettra & Editrice Marcon Spa". Nel 2004 la sede viene trasferita a Roma, con contestuale creazione di "Cepu Srl" e "Pietro Polidori di Fraccano e Cerboni Holding Srl". Cepu Srl è poi confluita in Cesd Srl, trasformando Cepu in un marchio registrato. Cesd viene controllata da una fiduciaria in Lussemburgo, la "JMD International", creata nel 2007 da Polidori e a sua volta controllata da una società a Panama.
Successivamente prende la residenza nel "castello" di Borgo Maggiore a San Marino, di cui diventa ambasciatore in India (incarico durato dal 2012 al 2018). È patron e fondatore dell'università telematica e-Campus, nonché presidente dell'omonima fondazione, e patron e co-fondatore della Link Campus University di Roma, di cui assume la piena proprietà nel 2020. È proprietario dell'hotel Borgo Palace di Sansepolcro, che utilizza anche come quartier generale. Nello stesso luogo è stato fondato nel 1998 il partito di Antonio Di Pietro Italia dei Valori.

### Politica
Negli anni '90 Antonio Di Pietro, che sarebbe diventato anche docente presso il Cepu, fonda il partito Italia dei Valori proprio nei locali dell'Hotel Borgo di Sansepolcro, dopodiché i rapporti si sono interrotti. Nel 2010 fonda il partito Federalismo Democratico Umbro (FDU), assieme al manager Cesd (oggi Studium) Antonello Ciliberti (negli anni '90 già vicesindaco PSI di Città di Castello), al direttore generale Cesd e presidente dell'FDU Antonio Giovannoni, e a una rete di collaboratori Cepu, con cui si presenta alle elezioni comunali del 2011 raggiungendo il 12,29% delle preferenze. L'esperienza dell'FDU si conclude presto, perché nello stesso anno si presenta alle elezioni amministrative in Umbria ma prende soltanto circa 2000 voti in totale. Si avvicina, infine, a Silvio Berlusconi.

### Vicende giudiziarie
L'8 marzo 2021 è stato arrestato su disposizione della Procura della Repubblica di Roma con l'accusa di bancarotta fraudolenta, autoriciclaggio e sottrazione fraudolenta al pagamento delle imposte. Secondo le indagini della Guardia di Finanza, avrebbe "distratto asset dalle società e sfruttato importanti marchi del comparto dei servizi di istruzione e formazione, eludendo il versamento di ingenti imposte dovute all’Erario". La magistratura ha anche disposto il sequestro di beni e immobili per circa 28 milioni di euro.

## Vita privata
È sposato e ha due figli, Martina e Pietro Luigi, proprietari della società Studium Srl che ha rilevato Cepu dopo il fallimento di Cesd Srl.
Numerosi organi di stampa hanno segnalato che la deputata Catia Polidori, anche lei di Città di Castello e professoressa presso l'università e-Campus di Francesco Polidori, sarebbe sua cugina. Lei però nega con forza ogni rapporto con il Polidori, e sostiene si tratti solo di una mera omonimia.